# Análise de fluxo metabólico

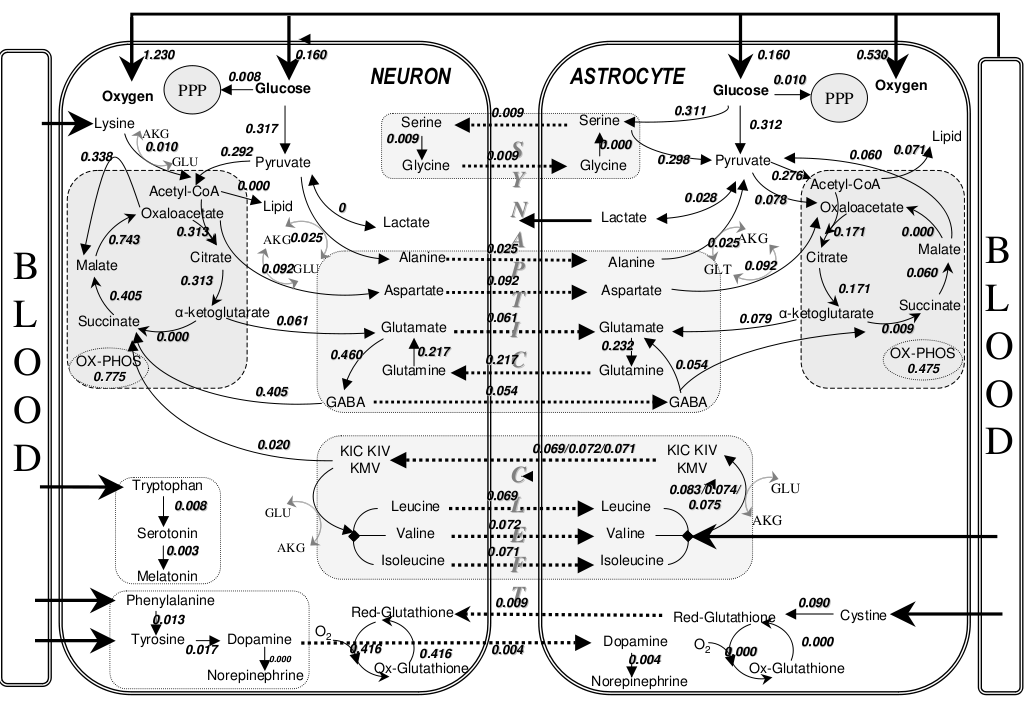
Fluxos Metabólicos

Análise de fluxo metabólico (AFM) é uma técnica experimental de fluxômica usada para examinar as taxas de produção e consumo de metabólitos em um sistema biológico. No nível intracelular, permite a quantificação dos metabólitos, elucidando o metabolismo central da célula. Empregando modelos estequiométricos de métodos de metabolismo e espectrometria de massa com resolução isotópica de massa, a transferência de porções moleculares contendo marcadores isotópicos de um metabólito para outro pode ser elucidada, e informações sobre a rede metabólica são derivadas. A análise de fluxo metabólico tem muitas tem muitas aplicações, como determinar os limites da capacidade de um sistema biológico em produzir um composto bioquímico como o etanol e prever a resposta a adições ou nocaute de genes (inativação).